# Jovink en de Voederbietels
Jovink en de Voederbietels est un groupe néerlandais de rock, originaire d'Hummelo, Achterhoek, actif entre 1992 et 2017.

## Histoire

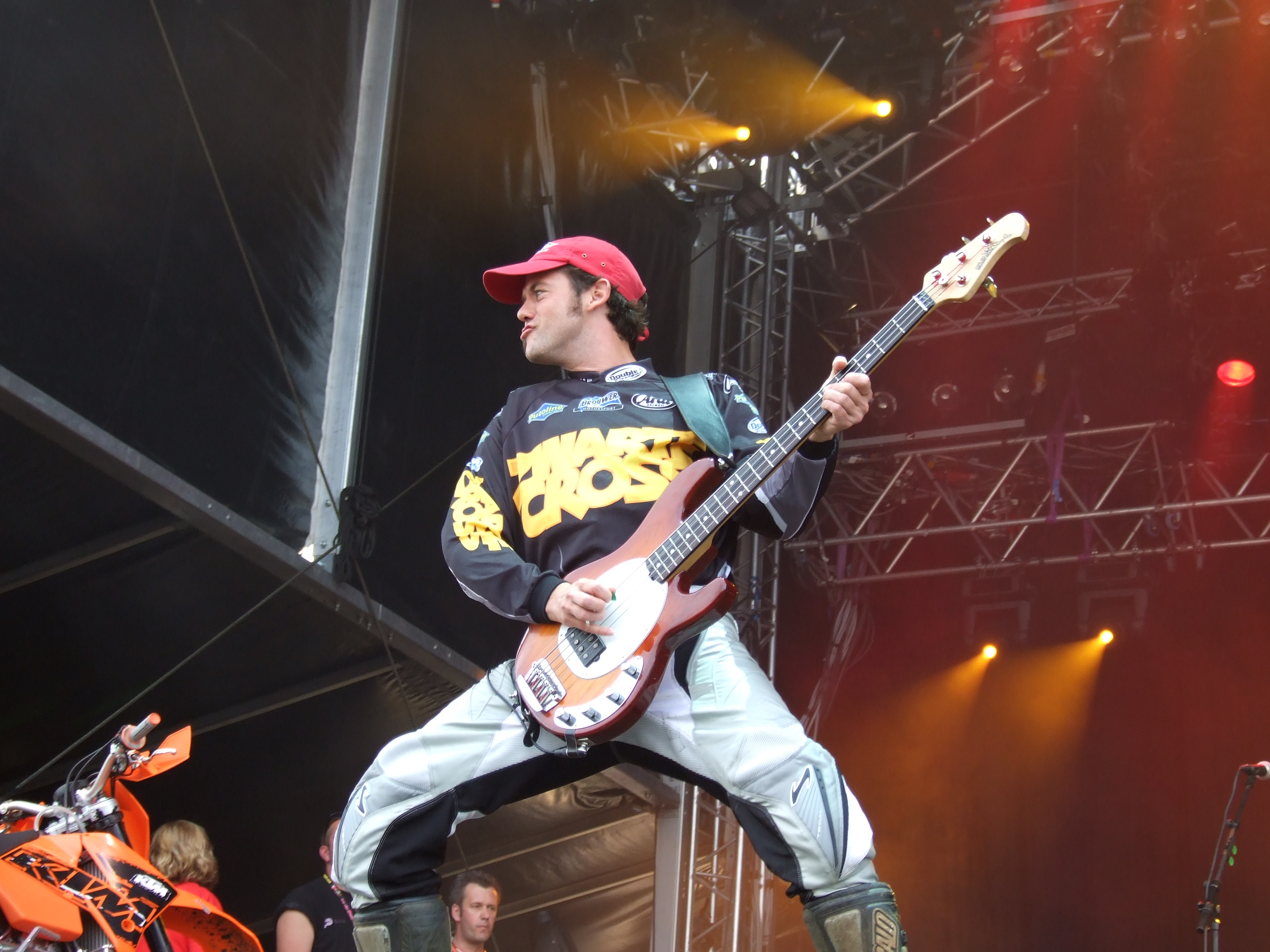
Gijs Jolink sur scène avec le groupe.

En 1992, le duo de rock 'n' roll Jovink Duo est formé par Hendrik Jan Lovink et Gijs Jolink, fils du leader de Normaal, Bennie Jolink. Au cours de leurs premières années d'existence, Jovink en de Voederbietels sont surtout connus dans la région d'Achterhoek et dans d'autres parties de la région linguistique de Basse-Saxe. Ils publient deux albums, qui se vendent à plus de 10 000 exemplaires. Un album live est enregistré le 16 novembre 1996 à Dedemsvaart.
En 2003, des membres de Jovink en de Voederbietels figurent sur la liste des candidats du Parti de l'avenir  (Partij van de Toekomst, PvdT). En juillet 2003, Jovink en de Voederbietels se produisent lors de la 7e édition de la Zwarte Cross dans la ville d'Achterhoek de Halle. En août 2003, Jolink est victime d'un accident de moto tout-terrain qui lui cause une grave commotion cérébrale. En conséquence, certains concerts sont annulés. Puis, il est remplacé par le bassiste Ard Schouten pendant deux mois.
Fin juillet 2004, Jovink en de Voederbietels vend 5 000 exemplaires de leur single Luie Flikker à la Zwarte Cross. Pour deux pièces de monnaie, les gens pouvaient se procurer le single. La chanson atteint la deuxième place du hit-parade. Immédiatement après, la pondération utilisée par le Mega Top 50 est modifiée, de sorte que seules les ventes dans les magasins de disques enregistrés comptaient et que les données relatives à la diffusion étaient plus importantes. La chanson disparait de la liste immédiatement après.
Début 2005, le guitariste Richard Jansen (Gorro) est remplacé par Hendrik Jan Bökkers, 27 ans. En 2006, la 10e édition de la Zwarte Cross est déplacée à Lichtenvoorde, car l'ancien site ne pouvait plus accueillir les 80 000 visiteurs. En 2009, Gijs Jolink apparaît avec son père Bennie dans une publicité pour les appareils auditifs Beter Horen. Hendrik Jan Bökkers commence à se produire avec son groupe de reprises de Normaal, Bökkers Dut Normaal, dont le nom devient Bökkers en 2010. Hendrik Jan Lovink commence également à se produire avec le Backcorner Boogie Band en 2010.
En 2016, spécialement pour l'édition anniversaire de la Zwarte Cross, une nouvelle chanson est enregistrée, intitulée Rhythm of the Zommer Geet Umhoog, qui est utilisée comme thème de la 20e édition de la Zwarte Cross. En 2017, Jovink annonce mettre un terme à sa carrière. Dès lors, il n'y avait plus que quelques représentations par an, comme à la Zwarte Cross. Le 14 juillet, Jovink se produit pour la dernière fois sur la scène principale de son propre festival, Zwarte Cross, et y fait ses adieux. Les membres continuent à jouer dans d'autres groupes tels que Bökkers, The Hot Studs et The Hilltop Howlers.
En particulier pour Tante Rikie, qui fait ses adieux en tant que directrice de la Zwarte Cross pendant la Zwarte Cross 2022, le groupe Jovink se réunit pour une représentation le jeudi soir 15 juillet 2022. 

## Discographie

### Albums studio
- 1994 : Gold / Wilt u zegeltjes mijnheer?
- 1996 : Eenzaam aan de top
- 1997 : Live (Niet goed, wel hard) (album live)
- 1998 : The Hitmachine Goes On
- 2000 : Tour de sjans
- 2001 : Thuis voor de dwangbuis-
- 2002 : Klasse, goed te passe
- 2003 : The happy Achterhoeker
- 2004 : De 9de
- 2009 : Wakker worden

### Singles
- 1998 : Niet schreeuwen!
- 1999 : Goorse biertent rellie
- 2000 : 'T padvinderslied
- 2000 : Ik hou van mij
- 2001 : Noadöst (no 44 du Single Top 100)
- 2002 : Werken is mien hobby, moar now effe niet (no 58 du Single Top 100)
- 2002 : Klasse, goed te passe! (no 37 du Single Top 100)
- 2003 : De vangst is mooier dan de jacht
- 2004 : Luie flikker (no 2 du Single Top 100)
- 2006 : Wanneer geven wi-j de strijd op? (no 39 du Single Top 100)
- 2006 : Harder! (no 64 du Single Top 100)
- 2007 : Waarom